# Geriefbos

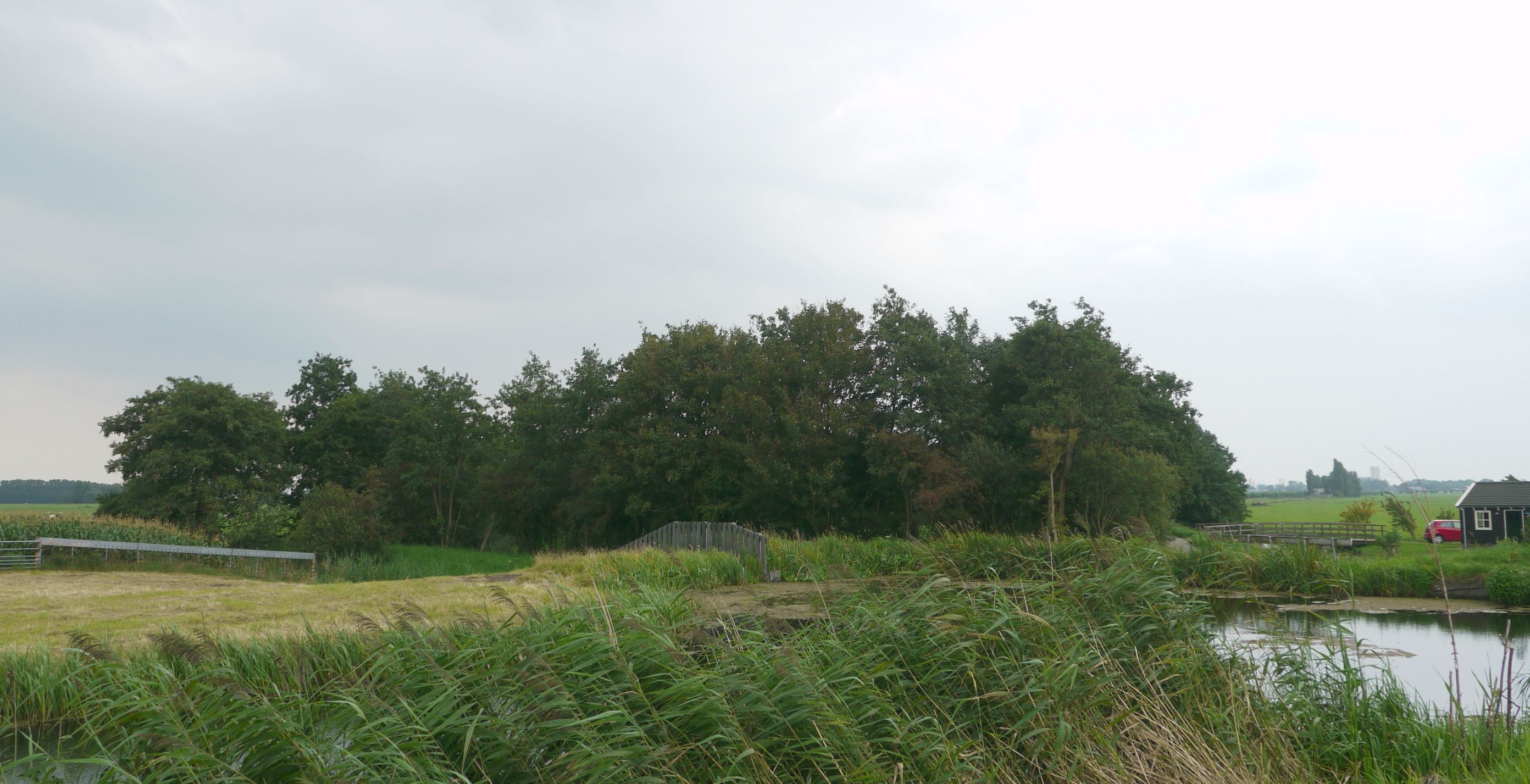
Geriefbosje in de Vlietpolder, naast de Lagenwaardse Molen te Ofwegen.

Een geriefbos is een klein bos waar in vroeger tijden het hakhout vandaan werd gehaald dat in en rond het huis werd gebruikt. Gerief betekent hier te gebruiken.
Geriefbosjes waren vaak in gebruik bij boeren. Het hout dat ervandaan kwam werd wel boerengeriefhout genoemd. Hout van matige kwaliteit wordt in het algemeen nog wel zo aangeduid. Een geriefbos wordt vaak ten onrechte voor een pestbosje aangezien.

## Natuur
De waarde van geriefbosjes is tegenwoordig een andere dan die van vroeger. Ze functioneren nu vaak als habitat voor bijzondere flora en fauna. Veel gebiedjes worden daarom beschermd als natuurgebied.
Bij beheermatig snoeien kan het hout gebruikt worden als biomassa.
Het Personnenbos in Beuningen in de Nederlandse provincie Gelderland is een voorbeeld van een historisch geriefbos.